# 温彻斯特圣经

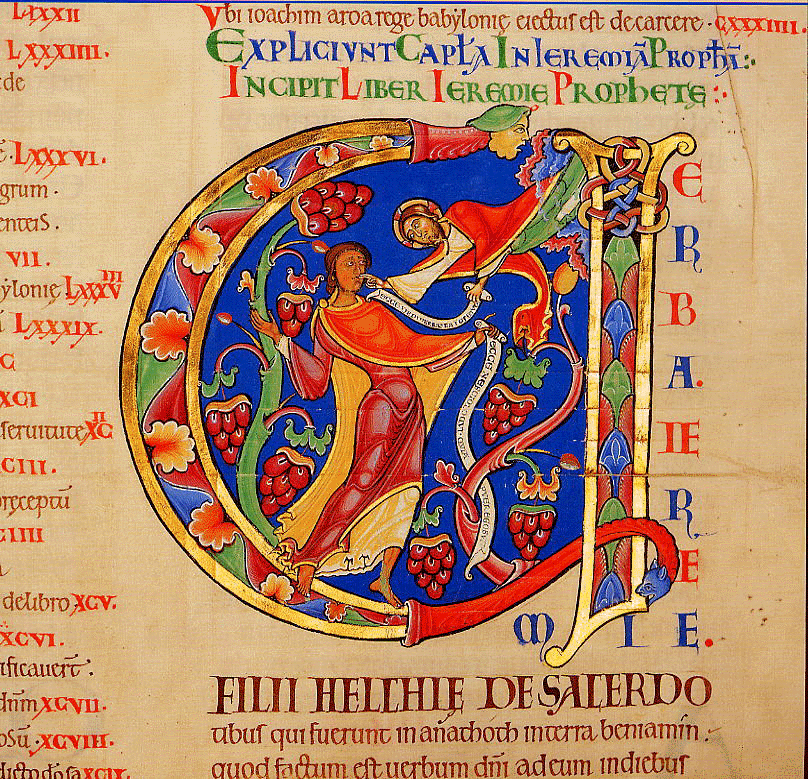
Fol.148，神正与耶利米讲道

《温彻斯特圣经》（英語：Winchester Bible）是一本成书于1160至1175年温彻斯特的罗马式泥金装饰手抄本圣经，开本尺寸为583 x 396 mm， 它是现存最大的12世纪英格兰圣经。该书已藏于温彻斯特座堂图书馆逾八百年。
在罗马时期的英国西部，集中表现古书装饰图案的书由《福音书》（Gospel Book）转移到《圣咏经》及《圣经》上，而《温彻斯特圣经》是其中最奢华的一本。
《温彻斯特圣经》共用了468张羊皮纸，据估计使用了250个羊腿。该书首次被记载于1622年，被描述为两卷。直到1820年，该书被分成三卷。现已分成四卷。
虽然书中仍有大量装饰图案未完成，但文本是完整的，而且除了几处补充以外，几乎整个手稿出自一名书吏之手。一般情况下如此长的手稿都会请两个或以上的书吏抄写。据估计，抄录的内容为整部《武加大译本》，包括《新约》、《旧约》、两个版本的诗篇以及经外书，抄录花了将近4年。
书中的装饰图案出自至少六名不同艺术家之手，艺术史家Walter Oakeshott首次确定于1945年。

## 图像
- Fol.169.耶利米哀歌5. 耶利米的祷告
- Morgan Leaf.大卫的生平传奇
- Fol.120v

## 延伸阅读
- Ayres, Larry M.  (login required). The Art Bulletin. June 1974, 56 (2): 201–223. JSTOR 3049226. OCLC 38436072. doi:10.2307/3049226.
- Oakeshott, Walter. . London: Harvey, Miller and Medcalf. 1972. ISBN 0-8212-0497-1.
- Oakeshott, Walter. . New York: Oxford University Press. 1981. ISBN 0-19-818235-X.